# シドニー・フランクリン
シドニー・フランクリン（Sidney Franklin、1893年3月21日 - 1972年5月18日）はアメリカ合衆国で活躍した映画監督・映画プロデューサーである。
1915年より監督業を始め、20年代後半からは主にメトロ・ゴールドウィン・メイヤー（MGM）で活躍。1939年以降はMGMでプロデューサーに転身した。

## 主な監督作品
- 禁断の都 The Forbidden City（1918） - ノーマ・タルマッジ主演
- 想出の丘へ Heart o' the Hills（1919） - メアリー・ピックフォード主演
- 久遠の微笑 Smilin' Through（1922） - ノーマ・タルマッジ主演
- クオリティ街 Quality Street（1927） - マリオン・デイヴィス主演
- 野生の蘭 Wild Orchids（1929） - グレタ・ガルボ主演
- 忘れじの面影 A Lady's Morals（1930） - グレース・ムーア主演
- 夫婦戦線 Private Lives（1931） - ノーマ・シアラー、ロバート・モンゴメリー主演、ノエル・カワード原作
- 永遠に微笑む Smilin' Through（1932） - ノーマ・シアラー、フレドリック・マーチ、レスリー・ハワード主演
- 維納の再会 Reunion in Vienna（1933） - ジョン・バリモア、ダイアナ・ウィンヤード主演
- 白い蘭 The Barretts of Wimpole Street（1934） - ノーマ・シアラー、フレドリック・マーチ、チャールズ・ロートン主演
- ダアク・エンゼル The Dark Angel（1935） - フレドリック・マーチ、マール・オベロン主演
- 大地 The Good Earth（1937） - ポール・ムニ、ルイーゼ・ライナー主演、アカデミー監督賞ノミネート

## 主なプロデュース作品
- 哀愁（1940）
- ミニヴァー夫人（1942）
- 心の旅路（1942）
- キュリー夫人（1943）
- ドーヴァーの白い崖（1944）
- 子鹿物語（1946）
- 帰郷（1948）
- 三つの恋の物語（1953）
- 悲恋の王女エリザベス（1953）